# Musala (planinski vrh)
Musala (bugarski: Мусала) je najviši planinski vrh u Bugarskoj i na cijelom Balkanu. Visine je 2925 m. Nalazi se u sastavu planine Rile na jugozapadu Bugarske, a također je i u sastavu nacionalnog parka Rila. Prosječna godišnja temperatura na Musali je -3°C, što je čini najhladnijim mjestom na Balkanu.[nedostaje izvor]
Između 1949. – 1962. vrh je nosio naziv Staljin, po Josifu Staljinu.